# La clave
La clave va ser un programa de televisió espanyol de debat, moderat per José Luis Balbín i inspirat en el programa "Les dossiers de l'écran" emès per la televisió francesa Antenne 2.
Va tenir dues etapes: una primera corresponent a la seva emissió en la llavors Segona Cadena, coneguda com a UHF (La 2 actual) de Televisió Espanyola des de 1976 fins a 1985, i una segona corresponent a la seva emissió a Antena 3 Televisió, des de 1990 fins a 1993. Va rebre un dels Premis Ondas 1979.

## Format
El programa consistia en un debat moderat per José Luis Balbín, en el qual s'abordaven temes d'actualitat que afectaven la societat espanyola. En la primera part del programa s'emetia una pel·lícula relacionada amb el tema sobre el qual tractava el programa; en la segona es desenvolupava el debat entre els convidats assistents, moderat per José Luis Balbín. Al final d'aquest, es recomanava bibliografia sobre l'assumpte abordat, perquè els espectadors poguessin aprofundir en ell si així ho desitjaven.
L'emissió de La Clave en els anys de la Transició espanyola va estar marcada pel tractament de qüestions controvertides i delicades, com la legalització del Partit Comunista d'Espanya, l'avortament o la crisi d'ocupació. El programa va permetre, per primera vegada, la retransmissió en la televisió espanyola de punts de vista diferents i oposats entorn de temes que fins llavors, per l'existència de la dictadura franquista, havien estat tabú en els mitjans de comunicació. Malgrat emetre's en el Segon Canal, considerat d'una audiència minoritària, el programa va tenir prou repercussió.
Per La Clave van desfilar personatges rellevants del món de la política, la ciència i la cultura en general, entre els quals cal destacar polítics de l'estat espanyol com Antonio García-Trevijano, Gonzalo Fernández de la Mora, Alfonso Guerra, Blas Piñar, Julio Anguita, Miguel Herrero y Rodríguez de Miñón, Santiago Carrillo, Ramón Tamames, José María Mohedano Fuertes, Frederica Montseny i Jordi Pujol, polítics estrangers com Olof Palme i figures d'altres camps, com Santiago Amón, Antonio Escohotado, Gustavo Bueno, Fernando Sánchez Dragó, Severo Ochoa, Bernard-Henri Lévy, Julián Lago, Ian Gibson, Manuel Martín Ferrand, Felipe Mellizo i un llarg etcètera. En total es van realitzar més de 400 programes de La Clave.

## "La clave" de Televisió Espanyola (1976 a 1985)
La direcció de Ràdio Televisió Espanyola va aprovar al novembre de 1975, sota la direcció de Jesús Sancho Rof, la posada en marxa d'un nou programa de debats, que es basaria en el format del programa Les dossiers de l'écran, emès per la cadena francesa Antenne 2. La clave va començar a emetre's el 18 de gener de 1976 en el Segon Canal de TVE (UHF) i el seu primer debat es va titular El juego. En ell s'establirien les bases principals que caracteritzarien el desenvolupament posterior del programa.
La clave va ser retirada de la graella en finalitzar la temporada, després de l'emissió de tretze programes i amb la prohibició per ordre de la direcció de la cadena d'emetre un programa. No obstant això, durant la presidència en TVE de Rafael Anson, el programa va tornar a antena a la fi de 1976. Durant aquesta segona fase, es van abordar debats fins llavors inèdits en la televisió espanyola, dedicats a partits polítics clandestins o a lleis, cosa que durant la dictadura franquista estava prohibit realitzar a televisió. L'espai es va emetre en el mateix canal, en horari de prime time, amb l'emissió d'una pel·lícula introductòria sobre el tema i un debat posterior.
El programa va tornar a sofrir una aturada al setembre de 1980, quan la direcció de TVE va pensar emetre'l en diferit. La decisió no va agradar a la direcció del programa, que va decidir suspendre'l fins que es tornés a la situació prèvia, tornant la difusió un mes després. Durant la Copa Mundial de Futbol de 1982 el programa va sofrir una altra aturada, encara que en aquesta ocasió a causa de la cobertura de l'esdeveniment per part de TVE.
Al desembre de 1982 José Luis Balbín va assumir la Direcció d'Informatius de TVE. L'any següent es va posar en dubte la seva continuïtat al capdavant del programa a causa d'una possible incompatibilitat de treballs, i es va plantejar que fos substituït per la periodista Victoria Prego, però Balbín es va mantenir al capdavant d'aquest. Amb el pas dels anys, van anar sorgint discrepàncies entre el director José María Calviño i José Luis Balbín respecte a assumptes com el finançament del programa o l'elecció dels temes a debatre. Després d'una sèrie de pressions per part del Govern socialista de Felipe González, el programa va ser clausurat el 1985.

### Retirada del programa en 1985
Durant l'últim programa de La clave, celebrat el 20 de desembre de 1985 sobre el tema "20 anys de Vaticà", Balbín va mostrar en directe seriosos dubtes sobre la continuïtat del programa per part de la direcció, que no li va esmentar la continuïtat a partir del pròxim any, i va anunciar que, si arribés a mantenir-se el programa, el primer debat de 1986 s'anomenaria Pax. Aquest tractaria sobre la pau i comptaria amb convidats com un dels tripulants de l'Enola Gay o el director del museu de víctimes de Nagasaki entre altres eminències.
No obstant això la direcció d'RTVE, comandada per José María Calviño, va comunicar el 23 de desembre de 1985 a Balbín que "La Clave" desapareixeria per complet de les pantalles a partir de l'any següent. Mentre que TVE va al·legar "criteris professionals" dient que el programa havia tingut una baixada dràstica en les seves audiències segons l'Estudi General de Mitjans, Balbín va dir que les xifres de l'EGM no reflectien la realitat i que en la seva opinió la cancel·lació era un atac a la llibertat d'expressió i censura. També va fer referència al fet que 1986 seria l'any del referèndum sobre la permanència d'Espanya a l'OTAN, i que durant l'última temporada li van negar realitzar qualsevol debat sobre aquest tema. D'altra banda, els partits de l'oposició com Alianza Popular o el Partit Comunista d'Espanya van criticar severament la mesura i van afirmar que va ser realitzada perquè el programa era crític amb el govern socialista.
Estava planejat que el seu últim debat en TVE fos "La movida nacional", amb emissió prevista per al 27 de desembre, i relacionat en principi amb la movida madrilenya. No obstant això, el canvi dels convidats inicials va provocar que TVE suspengués l'emissió d'aquest debat, per la qual cosa Balbín no va poder acomiadar-se de la seva audiència en directe. El periodista i els tertulians convidats van realitzar el debat el dia previst, però des de l'Hotel Palace de Madrid i en obert per a la resta de mitjans de comunicació. El debat va servir per a criticar la postura de la direcció de TVE, la gestió per part del govern de Felipe González de TVE i la suposada manipulació informativa que sofria l'Ens, ja que la retirada coincidia amb l'any electoral i el referèndum sobre l'OTAN.

## "La clave" d'Antena 3 (1990 a 1993)
Durant els dies previs al naixement d'Antena 3 Televisió, el seu Director General Manuel Martín Ferrand va decidir contractar a José Luis Balbín, que ja treballava com a conductor del programa "Hora cero" en Antena 3 Radio, perquè recuperés el programa La clave en la nova cadena com un dels programes destacats del canal. El programa va començar a emetre's el 26 de gener de 1990, un dia després de la inauguració de la cadena, i va suposar la tornada de Balbín a la televisió nacional. El programa es va mantenir en la programació cada divendres durant 2 temporades (1990 a 1992) amb la fórmula habitual de pel·lícula i posterior debat, encara que a partir de 1992 la cadena va decidir eliminar la pel·lícula i mantenir només l'espai de tertúlia.
Després del canvi accionarial d'Antena 3 Radio el 1992 i la posterior desvinculació de la cadena de televisió, José Luis Balbín va romandre a Antena 3 Televisió. El programa va ser canviat d'horari, passant a emetre's els divendres per la matinada, i va deixar d'emetre's definitivament al juny de 1993.
Cinc anys després es faria una Clave extraordinària, un únic programa en commemoració dels primers vint anys de la Constitució espanyola de 1978, amb figures destacades i ponents polítics d'aquesta. Es va emetre per la primera cadena de TVE.

## Sintonia i símbol
La clave té una sintonia que ha estat present durant totes les seves edicions, tant a TVE com a Antena 3. La composició va ser realitzada per Carmelo Bernaola, autor també de les sintonies d'altres programes.
El símbol del programa des de la seva estrena van ser 3 micos, basat en Els tres micos savis.

## Repercussió
La clave és considerat com el primer programa de debat que va abordar temes i postures que suposaven una obertura al sistema democràtic a Espanya durant el procés de la Transició. En els programes següents es van tractar temes com els nous partits polítics, la situació de la religió a Espanya, el sistema econòmic del país, la democràcia de partits o el futur del país entre molts altres.
L'aparició d'aquest programa va suposar l'arribada d'altres tipus de format de debat a Televisió Espanyola i, posteriorment, en altres cadenes autonòmiques per a acabar consolidant-se en la dècada dels 90.
El programa La clave va ser considerat l'any 2007 com un dels millors programes informatius i de debat en la història de la televisió nacional, segons una llista elaborada pel Grup Joly sota el títol Els millors 100 programes de la televisió a Espanya. D'altra banda, el nom del programa seria utilitzat per Balbín per a altres projectes periodístics, com la revista d'actualitat setmanal La clave que ja ha desaparegut.

## Curiositats
- Al final de cada programa els convidats rebien com a regal un rellotge de polsera.
- El 1981 i després d'un debat sobre José Antonio Primo de Rivera, quatre guardaespatlles del dirigent falangista Raimundo Fernández Cuesta van intentar agredir a l'historiador i hispanista Ian Gibson al final del programa.[6]
- Per a la celebració de l'últim debat de la Clave es va triar l'Hotel Palace de Madrid pel fet que 3 anys abans el Partit Socialista Obrer Espanyol va celebrar el seu resultat en les eleccions generals espanyoles de 1982 des d'aquest mateix lloc.